# 007 Legends
007 Legends — компьютерная игра в жанре шутера от первого лица, главным героем которой является агент британской разведки Джеймс Бонд. Игра разработана компанией «Eurocom» и была выпущена в октябре 2012 года на платформах PlayStation 3 и Xbox 360, в ноябре для Microsoft Windows и в декабре для Wii U. Игра была выпущена на носителях, а также доступна для платного скачивания через каналы «PlayStation Network» и «Xbox Live Marketplace». Как и многие другие игры компании «Activision», до сих пор недоступна для покупки через «Nintendo eShop».
Хотя версия «PAL Wii U» в некоторых регионах Европы была издана 6 декабря 2012 года, релиз в Великобритании был отложен неоднократно — ожидаемая дата выхода — 2013 год. Выход игры в Австралии был отменён.
Игра была выпущена в честь 50-летия фильмов о Джеймсе Бонде. Одиночная игра будет состоять из миссий, воспроизводящих события фильмов с участием всех шести актёров — «Голдфингер» (Шон Коннери), «На секретной службе Её Величества» (Джордж Лэзенби), «Лунный гонщик» (Роджер Мур), «Лицензия на убийство» (Тимоти Далтон) и «Умри, но не сейчас» (Пирс Броснан). Сцена из «Координаты „Скайфолл“» с участием Дэниэла Крейга доступна для скачивания для Xbox 360, PlayStation 3, Microsoft Windows, а также присутствует на дисках для Wii U. Также некоторые персонажи получили своё сходство с актёрами фильмов. Игра — четвёртая о Джеймсе Бонде из изданных «Activision».

## Сюжет
Действие игры начинается после открывающей сцены фильма 007: Координаты «Скайфолл», но до дальнейших событий фильма: Бонд тяжело ранен во время исполнения миссии в Стамбуле. Пока его жизнь висит на волоске, Бонд начинает вспоминать прошлые приключения — операцию по разрушению «Гран Слэм», поджогу «Пиз Глория», месть нарко-барону Франку Санчесу, встречу с Густавом Грейвсом и борьбу с миллионером Хьюго Драксом.
Затем действие переносится в наши дни, Бонд приходит в себя, избежав смерти. Он выслеживает Патриса в Шанхае и обезвреживает киллера. Игра представляет собой фантазию на тему «Что если» — все классические приключения Бонда происходят в пятилетний промежуток между событиями «Кванта милосердия» и «007: Координаты „Скайфолл“.

## Актёры озвучивания
Кроме образа Бонда, основанного на внешности Дэниэла Крейга и озвученного Тимоти Уотсоном, большинство персонажей получили свою внешность от актёров, сыгравших их в фильмах. Четыре исключения составляют персонажи Эрнста Ставро Блофельда, Феликса Лейтера, Джинкс и Холли Гудхэд. Блофельд был создан на основе внешности трёх актёров, сыгравших его — Дональда Плезенса, Телли Саваласа и Чарльза Грея. Феликс был срисован с Деметрия Горитцсаса; Джинкс похожа на Габриэлу Монтарас, а не на Холли Берри; а Холли срисована с Джейн Перри, а не с Лоис Шиль.
| Список персонажей    | Список персонажей | Список персонажей         | Список персонажей |
| Персонаж             | Сходство          | Озвучивание на английском |                   |
| -------------------- | ----------------- | ------------------------- | ----------------- |
| Джеймс Бонд          | Дэниэл Крейг      | Тимоти Уотсон             |                   |
| М                    |                   | Джуди Денч                |                   |
| Билл Таннер          |                   | Рори Киннер               |                   |
| Хьюго Дракс          | Майкл Лонсдейл    | Майкл Лонсдейл            |                   |
| Холли Гудхед         | Лоис Чайлс        | Джейн Перри               |                   |
| Трейси Драко         | Дайана Ригг       | Никола Уокер              |                   |
| Пэм Бувье            | Кери Лоуэлл       | Кери Лоуэлл               |                   |
| Франц Санчес         | Роберт Дави       | Роб Дэвид                 |                   |
| Дарио                | Бенисио Дель Торо |                           |                   |
| Эрнст Ставро Блофелд | Телли Ставалас    | Гленн Раг                 |                   |
| Густав Грейвс        | Тоби Стивенс      | Тоби Стивенс              |                   |
| Зао                  | Рик Юн            | Джейсон Вонг              |                   |
| Джинкс               | Габриэла Монтараз | Мадалена Альберто         |                   |
| Орик Голдфингер      | Герт Фроб         | Тимоти Уотсон             |                   |
| Пусси Галор          | Хонор Блэкман     | Наташа Литтл              |                   |
| Феликс Лейтер        | Цик Линдер        | Деметрий Горитцсас        |                   |
| Марк-Анг Драко       |                   | Энтони Эдридж             |                   |
| Одджоб               | Гарольд Саката    |                           |                   |
| Челюсть              | Ричард Киел       | Ричард Киел               |                   |
| Ева Манипенни        | Наоми Харрис      | Наоми Харрис              |                   |
| Патрис               | Ола Рапаче        |                           |                   |

## Игровой процесс
Игра основана на разработках предыдущего проекта „Eurocom“ — игры „GoldenEye 007: Reloaded“ 2011 года. У „007 Legends“ похожий геймплей, хотя есть некоторые модификации. Самое главное изменение — улучшенная фокусировка в режиме-стелс, когда враги стали более подозрительными и настороженными. В игре представлено много миссий, в которых необходимо остаться незамеченным вместе с миссиями обстрела на бегу. Для стелс-миссий игроку предоставлены три типа гаджетов: смартфон; усыпляющие дротики четырёх видов и наручные часы с лазером для устранения близкостоящих врагов и камер. Также присутствует улучшенная система достижений для открытия дополнительных приспособлений, оружия и физических возможностей Бонда. Кроме того, в каждой из миссий есть по крайней мере одно задание с участием транспортного средства, и новая система нанесения ударов.
Как и с миссиями Ми-6 из игры GoldenEye 007: Reloaded игрок должен выполнить задания на уничтожение объектов и отбиваться от большого количества врагов — имеется возможность выбора сложности для трёх категорий. Были добавлены возможности пройти специальные миссии в режиме одиночной игры. Очки игрока добавлены к доске результатов игроков онлайн.
Многопользовательский режим доступен для всех игровых платформ. Для игры по локальной сети есть возможность разделения экрана на 4 части, в то время как онлайн версии позволяет объединить игру для 12 участников в паре одновременно. Достижения игроков отмечаются так называемыми «уровнями». Также существует специальная модификация «два нуля», напоминающая систему престижа в игре «Call Of Duty». Образы и карты одно-пользовательской версии также доступны для игроков. Также есть возможность добавления гаджетов для улучшения способностей игрока, к примеру для ускорения смены оружия. Сюжеты включают в себя «Bomb Defuse», «Escalation» и «Data Miner».

## Системные требования
Минимальные системные требования:
- Windows XP / Vista / 7
- Intel Core 2 Duo 2,4 ГГц / AMD Phenom II X3 2,4 ГГц
- 2 ГБ RAM
- nVidia GeForce 9600 / ATI Radeon HD 3870
- 10 ГБ свободного места

Рекомендуемые системные требования:
- Windows Vista / 7
- Intel Core 2 Quad 2,66 ГГц / AMD Phenom II X4 3,0 ГГц
- 4 ГБ RAM
- nVidia GeForce GTS 450 / ATI Radeon HD 6750
- 10 ГБ свободного места[24]

## Разработка
Игра создавалась в честь 50-летия Бондианы. Игра воспроизводит миссии из шести фильмов с участием каждого из актёров, сыгравших Бонда, но внешность Бонда срисована с Дэниэла Крейга. Повествование ведётся от лица Бонда в слегка изменённом сюжете, который объединяет все события в одну историю, рассказывая о том, как Бонд набирался опыта, работая на Ми-6. Игра похожа на предыдущий проект-ремейк «GoldenEye 007: Reloaded» для Wii, PlayStation 3 и Xbox 360.
На официальном объявлении выхода игры 18 апреля 2012 года представители «Activision» не сказали, сюжеты каких фильмов будут использованы, но отметили, что один из них будет связан с новым фильмом 007: Координаты «Скайфолл». Миссия «Голдфингер» стала первым заданием игры, а второй — «На секретной службе Её Величества». «Лицензия на убийство», «Умри, но не сейчас» и «Лунатик» также присутствуют в игре. Единственная миссия, отсутствующая на диске, — из «Скайфолла». Она стала доступна для скачивания лишь с 20 ноября 2012 года, поскольку игра вышла за неделю до выхода фильма в кинотеатрах. Миссия доступна для PlayStation 3, Xbox 360 и ПК.
Брюс Ферштейн, написавший сценарий трёх фильмов и четырёх игр о Бонде, написал сценарий вместе с Робином Мэттьюзом, приглашённым поработать с разработчиками из «Eurocom».
Композитор Кевин Кинер, работавший над игрой «GoldenEye 007» вернулся и в этот проект. Кевин написал всю основную музыку, а Дэвид Арнольд написал собственную аранжировку музыкальной темы из «Голдфингера» для вступительных титров — в этой версии отсутствуют вокальные эффекты, только музыкальные инструменты.

## Отзывы
| Сводный рейтинг       | Сводный рейтинг                                           |
| Агрегатор             | Оценка                                                    |
| --------------------- | --------------------------------------------------------- |
| GameRankings          | 16/100 (PC) 48,35 % (PS3) 47,74 % (X360) 40,67/100 (WiiU) |
| Metacritic            | 26/100 (PC) 41/100 (PS3) 45/100 (Xbox360)                 |
| Русскоязычные издания |                                                           |
| Издание               | Оценка                                                    |
| Riot Pixels           | 25/100                                                    |

Игра получила от критиков в основном негативные отзывы. В IGN создателей обвинили в том, что они «смешали культовые моменты франшизы в дешёвый клон „Call Of Duty“, создали „скучный игровой процесс и однообразие, которое не даёт возможность прочувствовать атмосферу фильмов, чей обновлённый сюжет, использовавшийся в игре, совсем не увлекает“». Ресурс GameInformer отметил те же недочёты, описав игру как нечто «беспорядочное и скучное», оценив концепцию, но раскритиковав простоту геймплея и «ужасно исполненный стелс-режим». Газета «Globe and Mail» назвала «выбор миссий странным, так как они не самые лучшие в Бондиане», отметила, что «геймплей забрасывает игрока в очередное задание без чёткого объяснения», а игру в целом назвала «малобюджетной версией „Call Of Duty“». Фредерик Чарльз Фрипп из «IT News Africa» написал: «Игра могла бы быть лучше, разработчики могли бы сосредоточиться на улучшении графики и развитии динамики от линейного шутера до чего-то более сложного». Оценив игру на 7 баллов из 10, Фрипп добавил, что «кроме того, по мере игры кажется, что она достаточно однообразна, особенно при отсутствии сложных миссий».
Более позитивные отзывы, к примеру от Шона Коллели из «Gaming Nexus», игра получила за амбициозность проекта, основанного на шести фильмах, особенно в сравнении с проектом «GoldenEye 007: Reloaded» от «Eurocom»; геймплей, большой набор гаджетов и разумность происходящего: «Иногда игра выглядит сумбурной, но в целом стремится к лучшему. В игре есть всё лучшее от „GoldenEye 007“ и новые отличные разработки». Также хорошую оценку получило разделение экрана, отмеченное ресурсом IGN.